# Thomas Morgenstern
Thomas Morgenstern (Spittal an der Drau, 30 de octubre de 1986) es un deportista austríaco que compitió en salto en esquí.
Participó en tres Juegos Olímpicos de Invierno, obteniendo en total cuatro medallas: dos de oro en Turín 2006, en las pruebas de trampolín grande individual y por equipo (junto con Andreas Widhölzl, Andreas Kofler y Martin Koch), una de oro en Vancouver 2010, en el trampolín grande por equipo (con Wolfgang Loitzl, Andreas Kofler y Gregor Schlierenzauer), y una de plata en Sochi 2014, en el trampolín grande por equipo (con Michael Hayböck, Thomas Diethart y Gregor Schlierenzauer).
Ganó once medallas en el Campeonato Mundial de Esquí Nórdico entre los años 2005 y 2013.

## Palmarés internacional
| Juegos Olímpicos   | Juegos Olímpicos          | Juegos Olímpicos  | Juegos Olímpicos |
| Año                | Lugar                     | Medalla           | Prueba           |
| ------------------ | ------------------------- | ----------------- | ---------------- |
| 2006               | Turín (Italia)            | Medalla de oro    | TG individual    |
| 2006               | Turín (Italia)            | Medalla de oro    | TG por equipo    |
| 2010               | Vancouver (Canadá)        | Medalla de oro    | TG por equipo    |
| 2014               | Sochi (Rusia)             | Medalla de plata  | TG por equipo    |
| Campeonato Mundial |                           |                   |                  |
| Año                | Lugar                     | Medalla           | Prueba           |
| 2005               | Oberstdorf (Alemania)     | Medalla de oro    | TN por equipo    |
| 2005               | Oberstdorf (Alemania)     | Medalla de oro    | TG por equipo    |
| 2007               | Sapporo (Japón)           | Medalla de oro    | TG por equipo    |
| 2007               | Sapporo (Japón)           | Medalla de bronce | TN individual    |
| 2009               | Liberec (República Checa) | Medalla de oro    | TG por equipo    |
| 2011               | Oslo (Noruega)            | Medalla de oro    | TN individual    |
| 2011               | Oslo (Noruega)            | Medalla de oro    | TN por equipo    |
| 2011               | Oslo (Noruega)            | Medalla de oro    | TG por equipo    |
| 2011               | Oslo (Noruega)            | Medalla de plata  | TG individual    |
| 2013               | Val di Fiemme (Italia)    | Medalla de oro    | TG por equipo    |
| 2013               | Val di Fiemme (Italia)    | Medalla de plata  | TN equipo mixto  |